# Nguyễn Huân (xã)
Nguyễn Huân là một xã cũ thuộc huyện Đầm Dơi, tỉnh Cà Mau, Việt Nam.

## Địa lý
Xã Nguyễn Huân nằm ở phía đông nam huyện Đầm Dơi, có vị trí địa lý:
- Phía đông giáp Biển Đông
- Phía tây giáp các xã Ngọc Chánh, Tân Dân, Thanh Tùng
- Phía nam giáp huyện Năm Căn
- Phía bắc giáp xã Tân Tiến.

Xã Nguyễn Huân có diện tích 114,10 km², dân số năm 2022 là 17.632 người, mật độ dân số đạt 154 người/km².

## Hành chính
Xã Nguyễn Huân được chia thành 10 ấp: Chánh Tài, Hải An, Hiệp Dư, Hòa Hiệp, Hồng Phước, Mai Hoa, Minh Hùng, Phú Thuận, Tân Thành, Vàm Đầm.

## Lịch sử
Xã được đặt theo tên một liệt sĩ Việt Nam Nguyễn Văn Huân.
Ngày 25 tháng 7 năm 1979, Hội đồng Chính phủ ban hành Quyết định số 275-CP về việc thành lập xã Nguyễn Huân trên cơ sở một phần của xã Tân Tiến.
Ngày 17 tháng 12 năm 1984, Hội đồng Bộ trưởng ban hành Quyết định số 168-HĐBT về việc đổi tên huyện Ngọc Hiển thành huyện Đầm Dơi. Khi đó, xã Nguyễn Huân thuộc huyện Đầm Dơi.
Ngày 2 tháng 2 năm 1991, Ban Tổ chức Chính phủ ban hành Quyết định số 51/1991/QĐ-TCCP về việc sáp nhập xã Phú Hải vào xã Nguyễn Huân.
Ngày 6 tháng 11 năm 1996, Quốc hội ban hành Nghị quyết về việc chia tỉnh Minh Hải thành tỉnh là tỉnh Bạc Liêu và tỉnh Cà Mau. Khi đó, xã Nguyễn Huân thuộc huyện Đầm Dơi tỉnh Cà Mau.
Ngày 2 tháng 11 năm 2021, UBND tỉnh Cà Mau ban hành Quyết định số 2343/QĐ-UBND về việc công nhận đô thị Nguyễn Huân (xã Nguyễn Huân) là đô thị loại V.